# Auguste Vacquerie

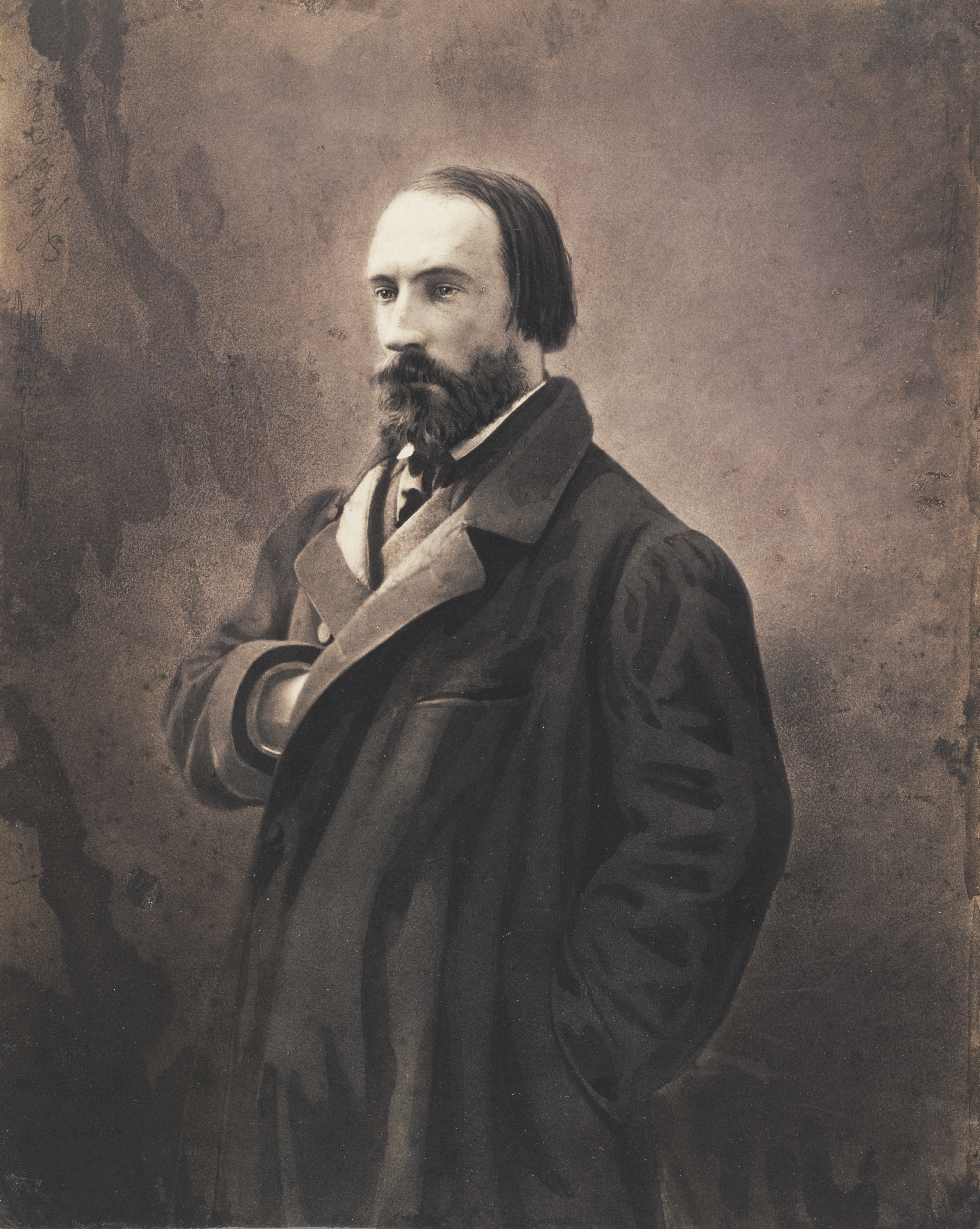
Auguste Vacquerie.

Auguste Edmond Vacquerie, född den 19 november 1819, död den 19 februari 1895, var en fransk författare och tidningsman. 
Vacquerie framstod som ivrig anhängare av den romantiska skolan i sina diktsamlingar L'enfer de l'esprit (1840) och Demi-teintes (1845), vilka röjer fantasi, känsla och betydande formtalang. Han blev medarbetare i "Le globe" och "L'époque" 1840 samt i Victor Hugos organ "L'événement" 1848. 
Hängiven beundrare och lovprisare av Hugo, följde han denne i landsflykt till Jersey. 1869 uppsatte Vacquerie, i förening med Hugos söner och Paul Meurice, tidningen "Le rappel"; som dennas huvudredaktör verkade han outtröttligt i radikalt republikansk anda, men utan att skatta åt det simpla eller det triviala. 
Hans hyperromantiska lustspel Tragaldabos utvisslades 1848, men berömdes mycket, sedan det 1874 i mildrad form utkommit på tryck. Bland hans övriga arbeten kan nämnas dramen Jean Baudry (1863), Les miettes de l'histoire (1863; Jerseyminnen), essaysamlingarna Profils et grimaces (1856; 4:e upplagan 1864–65) och Aujourd’hui et demain (1875) samt diktverket Futura (1890), ett slags fortsättning till Goethes Faust.